# Siverek (district)
Siverek is een Turks district in de provincie Şanlıurfa en telt 201.768 inwoners (2007). Het district heeft een oppervlakte van 4366,8 km². Hoofdplaats is Siverek.
De bevolkingsontwikkeling van het district is weergegeven in onderstaande tabel.
| 1997    | 2000    | 2007    |
| ------- | ------- | ------- |
| 149.875 | 224.102 | 201.768 |